# بنس
بنس Penny  هو وحدة جزئية للعملات في عدد من الدول، ومنها بريطانيا حيث يشكل 1/100 من الجنيه الإسترليني. يستخدم لفظ Penny لوصف أصغر وحدة من النقد المعدني في بريطانيا بشكل رسمي، كما يستخدم بشكل غير رسمي لوصف السنت الأمريكي، وكذلك بشكل غير رسمي لوصف السنتات في عملة اليورو في إيرلندا. وكان يستخدم سابقاً لوصف أجزاء الدولار الكندي، قبل أن يوقف إصداره هناك.

## اقرأ أيضاً
- جنيه إسترليني